# Небојша Стојоски
Небојша Стојоски (Београд, 12. август 1981) је српски песник.

## Рад
Његове песме писане углавном у метру гледано са становишта версификације, на трагу неоромантизма и поп-арта, објављиване су у у неколико зборника, као на пример у оквиру Међународног фестивала поезије Месопотамија, као и у склопу Удружења писаца Поета, пре него што је објавио своје прве књиге. Члан је Удружења књижевника Србије. Бави се и прозом. У својој литерарној делатности савладао је лакши облик аутизма Аспергеров синдром који му је откривен у раном детињству.
Књига кратких проза Киша и сузе Небојше Стојоског у издању Друштва књижевника Београда издата је 2022. године, а рецензенти ове репрезентативне збирке били су Милица Јефтимијевић Лилић, Иван Деспотовић и Светлана Јанковић Митић. Заједно са књижевником и кантаутором Срђаном Симеуновићем Сенданом оснива Београдско књижевно друштво у оквиру инклузивног удружења Живи свој сан. Уредник је часописа Београдски троугао, уредник редакције за особе са инвалидитетом. Приступа новом књижевном правцу Депресивизам који су основали Владимир Радовановић књижевник из Чачка и Марија Мохачи творци манифеста Депресивизма. Рецензије за његову књигу поезије Изговор писали су књижевници Слободан Блажов Ђуровић, Срећко Алексић и Ана Правиловић. Своју књигу поезије Вилајет објавио је за издавачку кућу Ас оглас из Зворника. Издавач је Дејан Спасојевић из Зворника. Рецензију за ову књигу писала је Маја Белегишанин Ивановић. Ово је његова прва књига објављена у Републици Српској. Објавио је 2024. љубавни аутобиографски роман Нико као она, где у трећем лицу говори о својој вези са проститутком, наглашавајући политичко стање по њему у Србији. Рецензије за роман су писали књижевник и члан Надзорног одбора Удружења књижевника Србије др Милутин Ђуричковић, песникиња и мастер Германистике Тања Малетић и песник из Републике Српске Стефан Вишекруна члан Удружења књижевника Републике Српске. Објавио је књигу поезије Крв и Ватра 2024. године. Рецензију за ову најновију књигу поезије писао је оснивач књижевног правца Депресивизам Владимир Радовановић, Ана Правиловић и Слободан Блажов Ђуровић. По речима уредника књиге књижевника Срђана Симеуновића Сендана: Песник и прозаиста Небојша Стојоски, зна да на свом путу залута, али већ следећег трена врати се на праву стазу, још чвршћи и разигранији. Његово песничко умеће је све очигледније, све боље влада и везаним стихом, доказујући се као један врстан песник постмодерне.Његове књиге имају запажене књижевне промоције и рецензије, допуњујући владајућу и алтернативну српску књижевну сцену.  Године 2025 у издању Културног центра Бачка Паланка излази његова књига прича Продаја душе и друге приче за коју је рецензију писала Тања Малетић песникиња и мастер Германистике. То је његова трећа збирка кратке прозе. Године 2025 у издању Београдског књижевног друштва излази његова дванеста по реду, а осма књига поезије НОВИ КОДЕКС Рецензије за ову књигу су писали чувени књижевник Драган Јовановић Данилов, доктор филолошких наука Валентина Златановић Марковић, књижевница Снежана Ћосић и Срђан Симеуновић Сендан који је и уредник књиге. Књига је подељена у четири тематске целине СТРАХ, БЕСЦИЉНО, ИДЕМ, ДИВЉА РУЖА. Живи и ради у Београду.

### Политика
Био је кандидат за одборника странке Доста је било на локалним изборима за београдску општину Палилула 2020. године.

## Дела
- Завера ума, песме, 2018. Друштво књижевника Београда, 2018.( 978-86-900745-0-1 COBISS.SR-ID - 270820108)[3]
- Моја Стихозборија, песме, 2019, Поета, Београд ( 978-86-6319-201-0 COBISS.SR-ID - 281377804)[3]
- Кроз таму велеграда, приче, 2020, Друштво књижевника Београда ( 978-86-900745-1-8 COBISS.SR-ID - 17843465) [5]
- Чекајући сунце, песме, 2021, Друштво књижевника Београда ( 978-86-900745-2-5 COBISS.SR-ID - 29795081)[3]
- Плач лавова, песме, 2021, Друштво књижевника Београда ( 978-86-900745-3-2 COBISS.SR-ID - 42539017) [6]
- Киша и сузе, кратка проза, Друштво књижевника Београда 2022.  978-86-900745-4-9.
- Изговор, песме, 2022, Београдско књижевно друштво 2022 (978-86-904950-0-9) COBISS.SR-ID-82485513
- Вилајет, песме, Ас оглас 2023 Зворник Република Српска   978-99976-10-83-6 COBISS.RS-ID 139432193
- Нико као она, роман, 2024. УСКОР (Удружење српских књижевника у отаџбини и расејању)   978-86-82686-03-3 COBISS.SR-ID 139821065
- КРВ И ВАТРА песме, 2024. Београдско књижевно друштво  978-86-904950-1-6 COBISS.SR-ID 151057161
- Продаја душе и друге приче, кратка проза, 2025, Бачка Паланка Културни центар Бачка Паланка -ISBN 978-86-82220-09-1 COBISS.SR-ID 164581897
- НОВИ КОДЕКС, песме, 2025. Београдско књижевно друштвo-ISBN 978-86-900745-5-6 COBISS.SR-ID 171362569